# Kreuzmühle (Wuppertal)
Kreuzmühle war eine Wassermühle und Wohnplatz im Wuppertaler Wohnquartier Herbringhausen im Stadtbezirk Langerfeld-Beyenburg.

## Lage und Beschreibung
Die Kreuzmühle lag im Herbringhauser Bachtal auf 284 Meter über Normalnull nordöstlich von Untergarschagen und südlich von Olpe unmittelbar an der Stadtgrenze zu Remscheid. Das Vorbecken Kreuzmühle der bis 1900 fertiggestellten Herbringhauser Talsperre befindet sich unmittelbar nordöstlich des Standorts.
Heute ist der Standort eine in der Wasserschutzzone II gelegene, mit Wald bedeckte Wüstung. Die alten Zufahrtswege der Mühle werden heute als Wanderwege genutzt, unter anderem durchläuft der Wuppertaler Rundweg den ehemaligen Siedlungsbereich.

## Geschichte
Die Kreuzmühle genannten Mühlenanlage wurde erstmals im Jahr 1547 unter dem Namen Krulß molle in den Akten des Amtes Beyenburg urkundlich erwähnt. 1697 werden für die als Walkmühle genutzte Anlage 40 Albus Wassererkenntnis erhoben. In der frühen Neuzeit gehörte die Kreuzmühle neben 18 weiteren Höfen zur Honschaft Garschagen im Kirchspiel Lüttringhausen des Amtes Beyenburg.
1715 wird die Hofschaft auf der Topographia Ducatus Montani als ☩Mühl bezeichnet. 1731 ist die Kreuzmühle im Besitz eines Johannes Berg, der sie als Fruchtmühle nutzte. Die Familie Berg blieb bis 1955 im Besitz des Wohnplatzes Kreuzmühle, der zuletzt aus zwei Wohnhäusern, zwei angebauten Geräteschuppen und einer Scheune bestand. Bereits im 19. Jahrhundert muss der Mühlenbetrieb eingestellt worden sein, denn 1832 wird keine Mühle mehr in der Statistik und Topographie des Regierungsbezirks Düsseldorf für den Wohnplatz aufgelistet.
1815/16 lebten 15 Einwohner im Ort. 1832 war Kreuzmühle weiterhin Teil der Honschaft Garschagen, die nun der Bürgermeisterei Lüttringhausen angehörte. Der laut der Statistik und Topographie des Regierungsbezirks Düsseldorf als Ackergut bezeichnete Ort besaß zu dieser Zeit drei Wohnhäuser und zwei landwirtschaftliche Gebäude. Zu dieser Zeit lebten 22 Einwohner im Ort, allesamt evangelischen Glaubens. Die Topographische Aufnahme der Rheinlande von 1824 und die Preußische Uraufnahme von 1844 verzeichnen den Ort als Kreutzmühle bzw. Kreuzmühle. Im Gemeindelexikon für die Provinz Rheinland von 1888 werden zwei Wohnhäuser mit 26 Einwohnern angegeben. 1895 besaß der Ort zwei Wohnhäuser mit 16 Einwohnern, 1905 zwei Wohnhäuser und 11 Einwohner. 1929 wurde Kreuzmühle zusammen mit dem Bereich um Beyenburg von Lüttringhausen abgespaltet und in die neu gegründete Großstadt Wuppertal eingemeindet.
Überlieferungen zur Folge steckte der letzte Besitzer das Anwesen 1955 aufgrund von Erbstreitigkeiten in Brand. Die Brandruine und die vom Feuer verschonten Gebäude und Gebäudeteile wurden später von der Feuerwehr im Rahmen einer Übung niedergelegt. Nachdem bereits im Jahr 1933 der Wupperverband das Vorbecken Kreuzmühle der Herbringhauser Talsperre erbaut hatte, wurde nach dem Brand die Gelegenheit genutzt, alle Spuren der Siedlung, die in der Wasserschutzzone der Trinkwassertalsperre gelegen war, zu beseitigen.